# Bronzewing Airport
Bronzewing Airport är en flygplats i Australien. Den ligger i kommunen Leonora och delstaten Western Australia, omkring 710 kilometer nordost om delstatshuvudstaden Perth. Bronzewing Airport ligger 502 meter över havet.
Trakten runt Bronzewing Airport är nära nog obefolkad, med mindre än två invånare per kvadratkilometer.. Det finns inga samhällen i närheten.
Omgivningarna runt Bronzewing Airport är i huvudsak ett öppet busklandskap. Genomsnittlig årsnederbörd är 338 millimeter. Den regnigaste månaden är januari, med i genomsnitt 83 mm nederbörd, och den torraste är augusti, med 1 mm nederbörd.